# フランク・シンクレア
フランク・モハンメド・シンクレア（Frank Mohammed Sinclair, 1971年12月3日 - ）は、イングランド・ロンドン出身、元ジャマイカ代表のサッカー選手。ポジションはディフェンダー。

## 経歴
ワールドカップ・フランス大会ではグループステージ3試合にフル出場した。
堅実なディフェンスで長らくイングランドリーグでプレイする。一方、レスター・シティFC所属時代の2試合連続後半ロスタイム失点をはじめ、決定的な場面でのオウンゴールを量産することから、「オウンゴールの芸術家」なる不名誉なニックネームを付けられたこともある。

## 所属クラブ
- チェルシーFC 1990-1998

→ ウェスト・ブロムウィッチ・アルビオンFC（loan） 1991-1992
- レスター・シティFC 1998-2004
- バーンリーFC 2004-2007

→ ハダースフィールド・タウンFC（loan） 2007
- ハダースフィールド・タウンFC 2007-2008
- リンカーン・シティFC 2008-2009

→ ウィコム・ワンダラーズFC（loan） 2009
- レクサムAFC 2009-2011
- ヘンドンFC 2011
- コルウィンベイFC 2012-2015
- ブラックリー・タウンFC 2015

## 代表歴

### 出場大会
- ジャマイカ代表
  - 1998 FIFAワールドカップ

### 試合数
- 国際Aマッチ 26試合 0得点（1998年-2003年）[2]

| ジャマイカ代表 | 国際Aマッチ | 国際Aマッチ |
| 年             | 出場        | 得点        |
| -------------- | ----------- | ----------- |
| 1998           | 8           | 0           |
| 1999           | 4           | 0           |
| 2000           | 5           | 0           |
| 2001           | 6           | 0           |
| 2002           | 0           | 0           |
| 2003           | 3           | 0           |
| 通算           | 26          | 0           |